# 奥斯卡最佳原创剧本奖
奥斯卡最佳原著劇本獎（英語：Academy Award for Best Original Screenplay）是奥斯卡金像奖的其中一个奖项，每年由美国电影艺术与科学学会颁发给该年度写出最杰出原著剧本的编剧。此獎項前身為「最佳故事獎」(Best Story)，而在1940年第13届奥斯卡金像奖才首次出現「最佳原創劇本」獎，並持續至今；而「最佳故事獎」則於1957年第29届奥斯卡金像奖之後取消。

## 特殊記錄
伍迪·艾倫是此獎項被提名最多次（16次）、也是得獎最多次（3次，分別為《安妮·霍尔》、《漢娜姊妹》以及《午夜巴黎》）的紀錄保持者。帕迪·查耶夫斯基也曾拿下三座劇本獎項：兩次最佳原創劇本獎（《医生故事》及《螢光幕後》）及一次改編劇本獎（《馬蒂》）。
伍迪·艾倫也是目前為止最年長的得獎者，他以《午夜巴黎》獲獎時已76歲；班·艾佛列克是目前為止最年輕的獲獎者，他以《心靈捕手》獲獎時僅25歲，而和他一起共享此獎的麥特·戴蒙當時則為27歲。
理查德 史威澤是第一位以非英語電影拿下此獎項者（獲獎影片：《瑪麗-路易斯》），其他以非英語電影拿下此獎項者還有艾爾伯特·拉摩里斯、皮亞托·傑米、克勞德·雷路許、佩德羅·阿莫多瓦、奉俊昊和韓進元。1956年的《紅氣球》（得獎者艾尔伯特·拉摩里斯）則是唯一一部以短片形式獲得最佳原創劇本獎的電影。
妙麗葉兒·鮑克斯是第一位拿下最佳原創劇本的女性，她與先生悉尼·鮑克斯以《七重心》共同拿下此獎項，他們也是第一組獲頒最佳原創劇本獎的夫妻檔。厄爾·W·華萊士和潘蜜拉·華萊士則是第二組夫妻檔（得獎作品為《证人》）。
1996年的柯恩兄弟是第一對也是唯一一對拿下此獎的兄弟檔（得獎作品為《冰血暴》）；法蘭西斯·柯波拉（得獎作品為《巴頓將軍》）和蘇菲亞·柯波拉（得獎作品為《愛情，不用翻譯》）則是唯一一組父女檔得獎者。
1944年普雷斯頓·斯特奇斯因兩部不同的電影而同時被提名（《戰時丈夫》及《摩根河的奇蹟》）；1986年的奧利佛·史東則以《野战排》和《萨尔瓦多》兩部電影同時獲提名；1959年莫里斯·里奇林和史丹利·夏皮羅則以《枕边细语》和《粉红色潜艇》兩部電影同時提名，並以前者拿下獎項。
喬登·皮爾以《逃出絕命鎮》成為第一位也是目前唯一一位拿下此獎的非裔美國人；奉俊昊及韓進元則以《寄生上流》成為第一位(組)拿下劇本類獎項的亞洲人。
《红气球》是目前为止唯一一部获得该奖项的短片。

## 1940年代
1940年（第13届）

- 《江湖异人传》(The Great McGinty)– 普莱斯顿·斯特奇斯（英语：Preston Sturges）
  - 《百老汇天使》(Angels Over Broadway) – 本·赫克特
  - 《埃尔利希博士的魔弹》(Dr. Ehrlich's Magic Bullet) –  诺曼·布尔斯廷、亨斯·赫拉德與约翰·休斯顿
  - 《海外特派员》(Foreign Correspondent) – 查尔斯·贝内特（英语：Charles Bennett (screenwriter)）與鍾·哈里森（英语：Joan Harrison）
  - 《大独裁者》(The Great Dictator) –   查理·卓别林

1941年（第14届）

- 《公民凯恩》(Citizen Kane) – 赫尔曼·J·曼凯维奇（英语：Herman J. Mankiewicz）與奥逊·威尔斯
  - 《魔鬼和琼斯小姐》(The Devil and Miss Jones) –  诺文·科拉思纳（英语：Norman Krasna）
  - 《約克軍曹（英语：Sergeant York (film)）》(Sergeant York) –  哈里·钱德利（英语：Harry Chandlee）、艾贝姆·芬克尔（英语：Abem Finkel）、约翰·休斯顿與霍华德·科克（英语：Howard Koch）
  - 《完美男人》(Tall, Dark and Handsome) –    卡尔·特恩伯格（英语：Karl Tunberg）與达雷尔·瓦雷（英语：Darrell Ware）
  - 《待字閨中》(Tom Dick and Harry) –  保罗·杰瑞科（英语：Paul Jarrico）

1942年（第15届）

- 《小姑居处》(Woman of the Year) – 迈克尔·卡明（英语：Michael Kanin）與林·拉德纳（英语：Ring Lardner Jr）
  - 《战地蒸发》(One of Our Aircraft Is Missing) –  迈克尔·鲍威尔與艾默力·皮斯伯格
  - 《摩洛哥之路》(Road to Morocco) –   弗兰克·巴特勒（英语：Frank Butler）與唐·哈特曼（英语：Don Hartman）
  - 《威克島殲倭記（英语：Wake Island (film)）》(Wake Island) –   威廉·雷利·博内特（英语：W.R. Burnett）與弗兰克·巴特勒（英语：Frank Butler）
  - 《反对夫人哈德利之战》(The War Against Mrs. Hadley) –  乔治·奥本海默（英语：George Oppenheimer）

1943年（第16届）

- 《玉女思凡》(Princess O'Rourke) – 诺曼·克拉斯纳（英语：Norman Krasna）
  - 《效忠祖国》(In Which We Serve) – 诺埃尔·科沃德
  - 《反攻洛血战（英语：The North Star (1943 film)）》(The North Star) – 麗蓮·海爾曼
  - 《空军（英语：Air Force (film)）》(Air Force) – 达德利·尼科尔斯（英语：Dudley Nichols）
  - 《骄傲欢呼》(So Proudly We Hail!) – 艾伦·斯科特（英语：Allan Scott (American screenwriter)）

1944年（第17届）

- 《威爾遜（英语：Wilson (1944 film)）》(Wilson)– 拉馬爾·特勞蒂（英语：Lamar Trotti）
  - 《戰時丈夫》(Hail the Conquering Hero)–普雷斯頓·斯特奇斯（英语：Preston Sturges）
  - 《摩根河的奇蹟》(The Miracle of Morgan's Creek)– 普雷斯頓·斯特奇斯（英语：Preston Sturges）
  - 《水手尋芳》(Two Girls and a Sailor)– 理查德·康奈爾（英语：Richard Connell）和格拉德斯·勒曼（英语：Gladys Lehman）
  - 《飛行之翼》(Wing and a Prayer, The Story of Carrier X)–傑羅姆·卡迪（英语：Jerome Cady）

1945年（第18届）

- 《瑪麗-路易斯（英语：Marie-Louise (film)）》(Marie-Louise)–理查德 史威澤（英语：Richard Schweizer）
  - 《迪林傑（英语：Dillinger (1945 film)）》(Dillinger)–菲臘·約爾丹（英语：Philip Yordan）
  - 《彩鳳清歌》(Music for Millions)– 邁爾斯·康諾利（英语：Myles Connolly）
  - 《索蒂奥洛格》(Salty O'Rourke)– 米爾頓·霍姆斯(Milton Holmes)
  - 《遇強愈強》(What Next, Corporal Hargrove?)–哈里·庫尼茲（英语：Harry Kurnitz）

1946年（第19届）

- 《七重心》(The Seventh Veil)–妙麗葉兒·鮑克斯（英语：Muriel Box）和悉尼·鮑克斯（英语：Sydney Box）
  - 《血溅璇宫》(The Blue Dahlia)–雷蒙·錢德勒
  - 《天堂的孩子們》(Children of Paradise)– 賈克·普維
  - 《美人计》(Notorious)– 本·赫克特
  - 《乌托邦之路》(Road to Utopia)–諾曼·帕拉馬（英语：Norman Panama）和梅爾文·弗蘭克（英语：Melvin Frank）

1947年（第20届）

- 《單身漢與時髦女郎》(The Bachelor and the Bobby-Soxer)–西德尼·謝爾頓
  - 《靈與欲（英语：Body and Soul (1947 film)）》(Body and Soul)–亞伯拉罕·鮑倫斯基（英语：Abraham Polonsky）
  - 《雙重生活》(A Double Life)– 露芙·高頓和加森·卡寧（英语：Garson Kanin）
  - 《凡爾杜先生》(Monsieur Verdoux)– 查理·卓別林
  - 《擦鞋童（英语：Shoeshine (film)）》(Shoeshine)–塞爾吉奧·阿米迪（英语：Sergio Amidei），阿道夫・法蘭西（英语：Adolfo Franci），切薩雷・朱利歐・維奧拉（英语：Cesare Giulio Viola）和賽薩·薩瓦提尼（英语：Cesare Zavattini）

1948年（第21届）

- 本屆將原創與改編劇本合併，僅頒發單一劇本獎項，得獎影片為改編自B·崔文（英语：B. Traven）小說的《碧血金沙》

1949年（第22届）

- 《西線平魔（英语：Battleground (film)）》(Battleground )–羅伯特·裴洛許（英语：Robert Pirosh）
  - 《银城歌王》(Jolson Sings Again)–西德尼·布切曼（英语：Sidney Buchman）
  - 《老鄉》(Paisan)– 艾爾弗雷德·海斯（英语：Alfred Hayes (writer)），費德里柯·費里尼，马塞洛·巴格利埃罗（英语：Marcello Pagliero）和羅伯托·羅塞里尼
  - 《通往平利可的護照》(Passport to Pimlico)– T·E·B·克拉克（英语：T. E. B. Clarke）
  - 《沈默的人（英语：The Quiet One (film)）》(The Quiet One)–海倫·萊維特（英语：Helen Levitt），珍妮絲·勒布（英语：Janice Loeb）和西德尼·梅耶爾斯（英语：Sidney Meyers）

## 1950年代
1950年（第23届）

- 《紅樓金粉》(Sunset Boulevard)– 查尔斯·布拉克特（英语：Charles Brackett），比利·懷德和小D·M·馬什曼（英语：D. M. Marshman Jr.）
  - 《金屋藏嬌》(Adam's Rib)– 露芙·高頓和加森·卡寧（英语：Garson Kanin）
  - 《鐵窗紅淚》(Caged)– 維吉尼亞·凱洛格（英语：Virginia Kellogg）和貝爾納·C·施費德（英语：Bernard C. Schoenfeld）
  - 《男兒本色（英语：The Men (film)）》(The Men)– 卡爾·福門（英语：Carl Foreman）
  - 《无路可走》(No Way Out)– 約瑟夫·孟威茲和萊塞爾·塞繆爾（英语：Lesser Samuels）

1951年（第24届）

- 《花都舞影》(An American in Paris)– 艾倫·傑伊·勒納（英语：Alan Jay Lerner）
  - 《倒扣的王牌（英语：Ace in the Hole (1951 film)）》(Ace in the Hole)– 比利·懷德，萊塞爾·塞繆爾（英语：Lesser Samuels）和華特·紐曼（英语：Walter Newman (screenwriter)）
  - 《霸王奪姬》(David and Bathsheba)– 菲利浦·多恩（英语：Philip Dunne (writer)）
  - 《二世部隊（英语：Go for Broke! (1951 film)）》(Go for Broke!)– 羅伯特·裴洛許（英语：Robert Pirosh）
  - 《井（英语：The Well (1951 film)）》(The Well)– 克拉倫斯·格林（英语：Clarence Greene）和羅素·魯斯（英语：Russell Rouse）

1952年（第25届）

- 《械劫裝甲車》(The Lavender Hill Mob)– T·E·B·克拉克（英语：T. E. B. Clarke）
  - 《原子城》(The Atomic City)–西德尼·保漢（英语：Sydney Boehm）
  - 《一飛沖天》(The Sound Barrier)– 泰倫斯·拉提根（英语：Terence Rattigan）
  - 《派特和邁克》(Pat and Mike)– 露芙·高頓和加森·卡寧（英语：Garson Kanin）
  - 《薩巴達傳》(Viva Zapata!)– 約翰·史坦貝克

1953年（第26届）

- 《泰坦尼克号》(Titanic) – 查尔斯·布拉克特（英语：Charles Brackett），瓦尔特·赖施（英语：Walter Reisch）和理查德·L·布林（英语：Richard L. Breen）
  - 《蓬车队》(The Band Wagon) – 贝蒂·科姆登（英语：Betty Comden）和阿道夫·格林
  - 《沙漠之鼠》(The Desert Rats) – 理查德·墨菲
  - 《赤裸的马刺》(The Naked Spur) – 萨姆·罗尔夫（英语：Sam Rolfe）和哈罗德·杰克·布卢姆（英语：Harold Jack Bloom）
  - 《阵地争夺战》(Take the High Ground!) – 米拉德·考夫曼（英语：Millard Kaufman）

1954年（第27届）

- 《碼頭風雲》(On the Waterfront)——巴德·斯楚伯格（英语：Budd Schulberg）
  - 《赤足天使》(The Barefoot Contessa)——約瑟·曼基威士
  - 《飛車艷史（英语：Genevieve (film)）》(Genevieve)——威廉·羅斯
  - 《葛倫米勒傳》(The Glenn Miller Story)——華倫天奴·戴維斯（英语：Valentine Davies）和奧斯卡·布羅德尼（英语：Oscar Brodney）
  - 《吉人天相》(Knock on Wood)——諾曼·帕拉馬（英语：Norman Panama）和梅爾文·法蘭（英语：Melvin Frank）

1955年（第28届）

- 《西厢情断》(Interrupted Melody) – 威廉·路德维格（英语：William Ludwig）和索恩亚·莱维恩（英语：Sonya Levien）
  - 《军事法庭上的比利·米切尔》(The Court-Martial of Billy Mitchell) – 米尔顿·斯佩林（英语：Milton Sperling）和 埃米特·莱弗里
  - 《好天气》(It's Always Fair Weather) – 贝蒂·康姆顿（英语：Betty Comden）和阿道夫·格林
  - 《于洛先生的假期》(Mr. Hulot's Holiday) – 贾克·大地和亨利·马奎特（英语：Henri Marquet）
  - 《七个小福伊》(The Seven Little Foys) – 梅尔韦尔·沙维尔森（英语：Melville Shavelson）和杰克·罗斯（英语：Jack Rose (screenwriter)）

1956年（第29届）

- 《紅氣球》(The Red Balloon) – 艾尔伯特·拉摩里斯（英语：Albert Lamorisse）
  - 《百战敢死队》(The Bold and the Brave) – 罗伯特·列文（英语：Robert Lewin）
  - 《茱莉（英语：Julie (1956 film)）》(Julie) – 安德鲁·斯通（英语：Andrew L. Stone）
  - 《大路》(La strada) – 费德里柯·费里尼和图里奥·皮内利（英语：Tullio Pinelli）
  - 《师奶杀手》(The Ladykillers) – 威廉·罗斯

1957年（第30届）

- 《风流记者》(Designing Woman) – 喬治·威爾斯
  - 《浪荡儿》(I vitelloni) – 费德里柯·费里尼、图里奥·皮内利（英语：Tullio Pinelli）和恩尼奥·费拉亚诺（英语：Ennio Flaiano）
  - 《甜姐兒》(Funny Face) – 利奥纳德·格许（英语：Leonard Gershe）
  - 《千面奇人（英语：Man of a Thousand Faces (film)）》(Man of a Thousand Faces) – 拉尔夫·惠尔赖特（英语：Ralph Wheelwright）、赖特·坎贝尔（英语：R. Wright Campbell）、伊凡·戈夫（英语：Ivan Goff）和本·罗伯茨（英语：Ben Roberts (writer)）
  - 《锡星》(The Tin Star) – 巴尼·斯莱特（英语：Barney Slater）、乔尔·凯恩（英语：Joel Kane）和达德利·尼科尔斯（英语：Dudley Nichols）

1958年（第31届）

- 《逃狱惊魂》(The Defiant Ones) – 內德里克·楊（英语：Nedrick Young） 和 哈羅德·雅各布·史密斯（英语：Harold Jacob Smith）
  - 《水上人家》(Houseboat) – 梅爾韋爾·沙維爾森（英语：Melville Shavelson） 和 傑克·羅斯（英语：Jack Rose (screenwriter)）
  - 《教师之恋（英语：Teacher's Pet (1958 film)）》(Teacher's Pet) – 費依·卡寧（英语：Fay Kanin） 和 邁克爾·卡明（英语：Michael Kanin）
  - 《红颜泪（英语：The Goddess (1958 film)）》(The Goddess) – 帕迪·查耶夫斯基
  - 《牧羊人》(The Sheepman) – 威廉・鮑爾斯（英语：William Bowers） 和 詹姆斯·艾華·格蘭特（英语：James Edward Grant）

1959年（第32届）

- 《枕边细语（英语：Pillow Talk (film)）》(Pillow Talk) – 故事： 羅素·魯斯（英语：Russell Rouse） 和 克拉倫斯·格林（英语：Clarence Greene）; 劇本： 史丹利·夏皮羅（英语：Stanley Shapiro） 和 莫里斯·里奇林（英语：Maurice Richlin）
  - 《北西北》(North by Northwest) – 恩斯特·萊赫曼（英语：Ernest Lehman）
  - 《四百击》( Les Quatre Cents Coups) – 楚浮 和 馬塞爾·穆西（英语：Marcel Moussy）
  - 《粉红色潜艇》(Operation Petticoat) – 故事： 保羅·金恩、喬瑟夫·史東；劇本： 史丹利·夏皮羅（英语：Stanley Shapiro） 和 莫里斯·里奇林（英语：Maurice Richlin）
  - 《野草莓》(Smultronstället) – 英格瑪·柏格曼

## 1960年代
1960年（第33届）

- 《公寓春光》(The Apartment) – 比利·懷爾德 和 I·A·L·戴蒙德（英语：I. A. L. Diamond）
  - 《痴汉艳娃》(Never on Sunday) – 朱爾斯·達辛
  - 《广岛之恋》(Hiroshima, My Love]) – 玛格丽特·杜拉斯
  - 《怒而不发》(The Angry Silence) – 故事：理查德·葛瑞森（英语：Richard Gregson） 和 邁克爾·克雷格（英语：Michael Craig (actor)）；劇本： 布萊恩・福布斯（英语：Bryan Forbes）
  - 《从心所願（英语：The Facts of Life (film)）》(The Facts of Life) – 梅爾文·弗蘭克（英语：Melvin Frank） 和 諾曼·帕拉馬（英语：Norman Panama）

1961年（第34届）

- 《天涯何處覓知音》(Splendor in the Grass) – 威廉·英奇森（英语：William Inge）
  - 《甜蜜的生活》(La Dolce Vita) – 费德里柯·费里尼, 圖里奧·皮內利 恩尼奧·費拉亞諾（英语：Ennio Flaiano） 和 布魯內洛·隆迪（英语：Brunello Rondi）
  - 《士兵之歌》(Ballad of a Soldier) – 瓦倫丁·葉佐夫（英语：Valentin Yezhov） 和 格里戈里·纳乌莫维奇·丘赫莱依
  - 《罗维雷将军》(General della Rovere) – 塞爾吉奧·阿米迪（英语：Sergio Amidei）, 迪亞哥·法布里（英语：Diego Fabbri） 和 因德羅·蒙塔內利（英语：Indro Montanelli）
  - 《娇凤痴鸾（英语：Lover Come Back (1961 film)）》(Lover Come Back) – 史丹利·夏皮羅（英语：Stanley Shapiro） 和 保羅·亨寧（英语：Paul Henning）

1962年（第35届）

- 《意大利式离婚》(Divorce Italian Style) – 恩尼奧·德科西尼（英语：Ennio de Concini）, 阿爾弗雷多·詹內蒂（英语：Alfredo Giannetti） 和 皮亞托·傑米（英语：Pietro Germi）
  - 《犹在镜中（英语：Through a Glass Darkly (film)）》(Through a Glass Darkly) – 英格瑪·柏格曼
  - 《弗洛伊德（英语：Freud (film)）》(Freud ) – 故事：Charles Kaufman；劇本：Charles Kaufman 和 沃爾夫岡·賴因哈特
  - 《去年在马伦巴》(Last Year at Marienbad) – 阿蘭·羅伯-格里耶
  - 《春泪溅花红》(That Touch of Mink) – 史丹利·夏皮羅（英语：Stanley Shapiro） 和 Nate Monaster

1963年（第36届）

- 《西部开拓史》(How the West Was Won) – 詹姆斯·R·韋博（英语：James R. Webb）
  - 《8½》(Divorce Italian Style) – 费德里柯·费里尼, 恩尼奧·費拉亞諾（英语：Ennio Flaiano）, 圖里奧·皮內利 和 布鲁内洛·隆迪（英语：Brunello Rondi）
  - 《美国，美国》(America, America) – 伊力·卡山
  - 《陌生人之恋》(Love with the Proper Stranger) – 阿諾德·舒爾曼（英语：Arnold Schulman）
  - 《那不勒斯的四天（英语：The Four Days of Naples (film)）》(The Four Days of Naples) – 劇本：卡洛·伯納里（英语：Carlo Bernari）, 帕斯奎爾·費史塔·肯巴尼勒（英语：Pasquale Festa Campanile）, 马西莫·弗兰乔萨（英语：Massimo Franciosa） 和 南尼·洛伊; 故事：帕斯奎爾·費史塔·肯巴尼勒（英语：Pasquale Festa Campanile）, 马西莫·弗兰乔萨（英语：Massimo Franciosa）, 南尼·洛伊 and 瓦斯科·普拉托利尼（英语：Vasco Pratolini）

1964年（第37届）

- 《呆鹅爸爸（英语：Father Goose (film)）》(Father Goose) – 故事：S. H. Barnett；劇本：彼得·史東（英语：Peter Stone） 和 法蘭克·塔洛夫（英语：Frank Tarloff）
  - 《一夜狂欢》(A Hard Day's Night) – 阿倫·歐文（英语：Alun Owen）
  - 《组织者》(The Organizer) – 阿杰诺雷·因克罗奇（英语：Agenore Incrocci）, 富里奧·斯卡佩利（英语：Furio Scarpelli） 和 馬里奧·莫尼切利
  - 《里奥追踪》(That Man from Rio) – 尚-保羅·哈布諾（英语：Jean-Paul Rappeneau）, 亞莉安·莫虛金, 丹尼爾·布朗厄爾（英语：Daniel Boulanger） 和 菲利普·德·普勞加（英语：Philippe de Broca）
  - 《天伦泪》(One Potato, Two Potato) – 故事：奧維爾·H·漢普頓（英语：Orville H. Hampton）；劇本：奧維爾·H·漢普頓（英语：Orville H. Hampton） 和 Raphael Hayes

1965年（第38届）

- 《春花秋月不了情》(Darling) – 弗雷德里克·拉菲爾（英语：Frederic Raphael）
  - 《卡萨诺瓦 '70》(Casanova 70) – 阿杰诺雷·因克罗奇（英语：Agenore Incrocci）, 富里奧·斯卡派利（英语：Furio Scarpelli）, 馬里奧·莫尼切利, 托尼诺·圭拉, Giorgio Salvioni 和 蘇素·卡羅榭奇·達米柯（英语：Suso Cecchi d'Amico）
  - 《秋水伊人》(The Umbrellas of Cherbourg) – 雅克·德米
  - 《战斗列车（英语：The Train (1965 film)）》(The Train) – Franklin Coen 和 Frank Davis
  - 《飞行世紀》(Those Magnificent Men in their Flying Machines) – 傑克·戴維斯 和 肯·安納金

1966年（第39届）

- 《男歡女愛》(A Man and a Woman) – 故事：克勞德·雷路許；劇本：克勞德·雷路許 和 皮埃尔·厄伊特胡芬（英语：Pierre Uytterhoeven） 
  - 《春光乍現》(Blowup) – 故事：米開朗基羅·安東尼奧尼；劇本： 米開朗基羅·安東尼奧尼, 艾華·邦德（英语：Edward Bond） 和 托尼诺·圭拉
  - 《飞来福》(The Fortune Cookie) – 比利·懷德 和 I·A·L·戴蒙德（英语：I. A. L. Diamond）
  - 《战国春秋》('Khartoum) – 羅伯特·艾德里（英语：Robert Ardrey）
  - 《裸杀万里追》(The Naked Prey) – Clint Johnston 和 Don Peters

1967年（第40届）

- 《誰來晚餐》(Guess Who's Coming to Dinner) – 威廉·羅斯
  - 《我倆沒有明天》(Bonnie and Clyde) – 大衛·紐曼（英语：David Newman (screenwriter)） 和 罗伯特·本顿
  - 《美国式离婚》(Divorce American Style) – 故事：羅勃·考夫曼（英语：Robert Kaufman）；劇本：诺曼·利尔
  - 《战争终了（英语：The War Is Over (film)）》(The War Is Over) – 豪爾赫·森普倫
  - 《丽人行》(Two for the Road) – 弗雷德里克·拉菲爾（英语：Frederic Raphael）

1968年（第41届）

- 《制片人》(The Producers) – 梅爾·布魯克斯
  - 《面孔（英语：Faces (film)）》(Faces) – 約翰·卡薩維茲
  - 《2001年漫游太空》(2001: A Space Odyssey) – 斯坦利·库布里克 和 亞瑟·查理斯·克拉克
  - 《阿尔及尔之战》(The Battle of Algiers) – 弗兰科·索利纳斯（英语：Franco Solinas） 和 吉洛‧彭特克沃（英语：Gillo Pontecorvo）
  - 《富豪之家》(Hot Millions) – 艾拉·瓦拉赫（英语：Ira Wallach (writer)） 和 皮特·乌斯蒂诺夫

1969年（第42届）

- 《虎豹小霸王》(Butch Cassidy and the Sundance Kid) – 威廉·戈德曼
  - 《两对鸳鸯一张床》(Bob & Carol & Ted & Alice) – 保羅·莫索斯基（英语：Paul Mazursky） 和 拉里·塔克（英语：Larry Tucker (screenwriter)）
  - 《纳粹狂魔（英语：The Damned (1969 film)）》(The Damned)– 故事：尼古拉·巴达卢科（英语：Nicola Badalucco）；劇本：尼古拉·巴达卢科, 安里克·梅迪奧里（英语：Enrico Medioli）, 和 盧奇諾·維斯孔蒂
  - 《逍遥骑士》(Easy Rider) – 彼得·方達, 丹尼斯·霍珀 和 特里·索澤恩（英语：Terry Southern）
  - 《日落黄沙》(The Wild Bunch) – 故事： 沃倫·格林（英语：Walon Green） 和 羅伊·N·西克納；劇本：沃倫·格林 和 山姆·畢京柏

|  |

## 1970年代
1970年（第43届）

- 《巴顿将军》(Patton)– 法蘭西斯·柯波拉和埃德蒙·諾斯（英语：Edmund H. North）
  - 《浪蕩子》 (Five Easy Pieces) – 故事：鮑勃・拉弗森（英语：Bob Rafelson）和卡洛爾·伊士曼（英语：Carole Eastman）；劇本：卡洛爾·伊士曼（英语：Carole Eastman）
  - 《爱情故事》 (Love Story) – 艾瑞克·席格爾
  - 《乔（英语：Joe (1970 film)）》(Joe) – 諾曼·韋克斯勒（英语：Norman Wexler）
  - 《幕德家的一夜》 (My Night at Maud's) – 艾力·侯麥

1971年（第44届）

- 《医生故事》(The Hospital)– 帕迪·查耶夫斯基
  - 《調查可疑者》 (Investigation of a Citizen Above Suspicion) – 艾利歐·派特立（英语：Elio Petri）和烏戈·皮爾羅（英语：Ugo Pirro）
  - 《柳巷芳草》 (Klute) – 安迪·路易士（英语：Andy Lewis (screenwriter)）和戴夫·路易士
  - 《往事如烟》(Summer of '42) – 赫曼·勞徹（英语：Herman Raucher）
  - 《血腥的星期天（英语：Sunday Bloody Sunday (film)）》 (Sunday Bloody Sunday) – 佩內洛普·吉利亞特（英语：Penelope Gilliatt）

1972年（第45届）

- 《候选人（英语：The Candidate (1972 film)）》(The Candidate)– 傑里米·拉納（英语：Jeremy Larner）
  - 《中產階級拘謹的魅力》 (The Discreet Charm of the Bourgeoisie) – 故事及劇本：路易斯·布紐爾；協作：让-克洛德·卡里埃
  - 《难补遺恨天（英语：Lady Sings the Blues (film)）》 (Lady Sings the Blues) – 克里斯·克拉克，蘇珊·德·帕斯（英语：Suzanne de Passe）和特倫斯·麥克洛伊
  - 《好奇心》(Murmur of the Heart) – 路易·馬盧
  - 《战争与冒险》 (Young Winston) – 卡爾·福門（英语：Carl Foreman）

1973年（第46届）

- 《刺激》(The Sting)– 大衛·S·瓦德（英语：David S. Ward）
  - 《美国风情画》 (American Graffiti) – 威勒·哈克（英语：Willard Huyck），喬治·盧卡斯和格洛麗亞·卡茲（英语：Gloria Katz）
  - 《呼喊与细语》 (Cries and Whispers) – 英格瑪·柏格曼
  - 《救虎记》(Save the Tiger) – 史特夫·沙根（英语：Steve Shagan）
  - 《金屋梦痕（英语：A Touch of Class (film)）》 (A Touch of Class) – 梅爾文·弗蘭克（英语：Melvin Frank）和傑克·羅斯（英语：Jack Rose (screenwriter)）

1974年（第47届）

- 《唐人街》(Chinatown)– 羅伯特·唐尼
  - 《再見愛麗絲》 (Alice Doesn't Live Here Anymore) – 羅伯特·格恰爾（英语：Robert Getchell）
  - 《对话》 (The Conversation) – 法蘭西斯·柯波拉
  - 《日以作夜》(Day for Night) – 尚-路易·理查德（英语：Jean-Louis Richard），蘇珊娜·希夫曼（英语：Suzanne Schiffman）和法蘭索瓦·楚浮
  - 《老人与猫》 (Harry and Tonto) – 喬許·格林菲爾德（英语：Josh Greenfeld）和保羅·莫索斯基（英语：Paul Mazursky）

1975年（第48届）

- 《熱天午後》(Dog Day Afternoon)– 弗蘭克·皮爾森
  - 《阿玛柯德》 (Amarcord) – 費德里柯·費里尼和托尼诺·圭拉
  - 《如今我的爱》 (And Now My Love) – 克勞德·雷路許和皮埃爾·烏伊特霍文（英语：Pierre Uytterhoeven）
  - 《父亲的谎言》(Lies My Father Told Me) – 泰德·艾倫（英语：Ted Allan）
  - 《洗发水（英语：Shampoo (film)）》 (Shampoo) – 羅伯特·唐尼和華倫·比提

1976年（第49届）

- 《螢光幕後》(Network)– 帕迪·查耶夫斯基
  - 《表兄妹（英语：Cousin, cousine）》 (Cousin, Cousine) – 故事及劇本：尚 - 夏勒・塔凱拉（英语：Jean-Charles Tacchella）；改編：丹妮艾拉·湯普森（英语：Danièle Thompson）
  - 《出头人》 (The Front) – 沃爾特·伯恩斯（英语：Walter Bernstein）
  - 《洛基》(Rocky) – 席維斯·史特龍
  - 《七美人》 (Seven Beauties) – 里娜·韋特繆勒

1977年（第50届）

- 《安妮·霍尔》(Annie Hall)– 伍迪·艾倫和馬歇爾·布瑞克曼（英语：Marshall Brickman）
  - 《再见女郎》 (The Goodbye Girl) – 尼爾·賽門
  - 《晚場電影（英语：The Late Show (film)）》 (The Late Show) – 罗伯特·本顿
  - 《星際大戰四部曲：曙光乍現》 (Star Wars) – 喬治·盧卡斯
  - 《轉捩點》(The Turning Point) – 亞瑟・勞倫茲（英语：Arthur Laurents）

1978年（第51届）

- 《歸返家園（英语：Coming Home (1978 film)）》(Coming Home)– 劇本：羅伯特·C·瓊斯（英语：Robert C. Jones）和沃爾多·沙爾特（英语：Waldo Salt）；故事：南希·杜德（英语：Nancy Dowd）
  - 《秋光奏鸣曲》 (Autumn Sonata) – 英格瑪·柏格曼
  - 《越戰獵鹿人》 (The Deer Hunter) – 劇本：德里克·沃什伯恩（英语：Deric Washburn）；故事：麥可·西米諾，路易士·加芬克爾和奎因·K·瑞德克（英语：Quinn Redeker）
  - 《心田深處》 (Interiors) – 伍迪·艾倫
  - 《不結婚的女人》(An Unmarried Woman) – 保羅·莫索斯基（英语：Paul Mazursky）

1979年（第52届）

- 《告别昨日》(Breaking Away)– 史蒂夫·特西奇（英语：Steve Tesich）
  - 《義勇急先鋒（英语：...And Justice for All (film)）》 (...And Justice for All.) – 薇樂莉・科廷（英语：Valerie Curtin）和巴瑞·李文森
  - 《爵士春秋》 (All That Jazz) – 羅伯特·艾倫·亞瑟（英语：Robert Alan Aurthur）和鮑伯·佛西
  - 《大特寫》 (The China Syndrome) – 詹姆斯·布里奇斯（英语：James Bridges），T. S. 庫克（英语：T. S. Cook）和麦克·格雷（英语：Mike Gray）
  - 《曼哈顿》(Manhattan) – 伍迪·艾倫和馬歇爾·布瑞克曼（英语：Marshall Brickman）

## 1980年代
1980年（第53届）

- 《天外橫財》(Melvin and Howard)– 波·戈爾德曼（英语：Bo Goldman）
  - 《黑狱风云》 (Brubaker) – 劇本：沃爾特·杜赫·里希特（英语：W. D. Richter）；故事：沃爾特·杜赫·里希特（英语：W. D. Richter）和亞瑟·羅斯（英语：Arthur A. Ross）
  - 《名扬四海》 (Fame) – 克里斯多福·戈爾（英语：Christopher Gore (writer)）
  - 《我的美国舅舅》 (Mon oncle d'Amérique) – 尚·格呂奧（英语：Jean Gruault）
  - 《小迷糊当大兵》(Private Benjamin) – 南茜·迈耶斯，查爾斯・夏爾（英语：Charles Shyer）和哈維·米勒（英语：Harvey Miller (screenwriter)）

1981年（第54届）

- 《火战车》(Chariots of Fire)– 柯林·弗蘭（英语：Colin Welland）
  - 《惡意的缺席》 (Absence of Malice) – 科特·路德特克（英语：Kurt Luedtke）
  - 《二八佳人花公子》 (Arthur) – 史提夫·戈登（英语：Steve Gordon (director)）
  - 《大西洋城》 (Atlantic City) – 約翰·格爾（英语：John Guare）
  - 《烽火赤焰萬里情》(Reds) – 特雷弗·格里菲思（英语：Trevor Griffiths）和華倫·比提

1982年（第55届）

- 《甘地》(Gandhi)– 約翰·布里利（英语：John Briley）
  - 《餐馆（英语：Diner (film)）》 (Diner) – 巴瑞·李文森
  - 《E.T.外星人》 (E.T. the Extra-Terrestrial) – 瑪莉莎·麥瑟森（英语：Melissa Mathison）
  - 《军官与绅士》 (An Officer and a Gentleman) – 道格拉斯·戴·史都華（英语：Douglas Day Stewart）
  - 《窈窕淑男》(Tootsie) – 劇本：拉瑞·吉爾巴特（英语：Larry Gelbart）和莫瑞·席斯格（英语：Murray Schisgal）；故事：拉瑞·吉爾巴特（英语：Larry Gelbart）和唐·馬克奎爾（英语：Don McGuire (actor)）

1983年（第56届）

- 《溫柔的慈悲》(Tender Mercies)– 霍頓·福特（英语：Horton Foote）
  - 《大寒》 (The Big Chill) – 芭芭拉·貝內克（英语：Barbara Benedek）和勞倫斯·卡斯丹（英语：Lawrence Kasdan）
  - 《芬妮与亚历山大》 (Fanny and Alexander) – 英格瑪·柏格曼
  - 《絲克伍事件》 (Silkwood) – 艾莉絲·阿倫（英语：Alice Arlen）和諾拉·艾芙倫
  - 《战争游戏》(WarGames) – 勞倫斯·拉斯科（英语：Lawrence Lasker）和瓦爾特•帕克斯（英语：Walter F. Parkes）

1984年（第57届）

- 《心田深处》(Places in the Heart)– 罗伯特·本顿
  - 《比佛利山超级警探》 (Beverly Hills Cop) – 劇本：小丹尼爾·曼尼克斯·佩特里（英语：Daniel Petrie Jr.）；故事：達尼洛·巴赫（英语：Danilo Bach）和小丹尼爾·曼尼克斯·佩特里（英语：Daniel Petrie Jr.）
  - 《瘋狂導火線》 (Broadway Danny Rose) – 伍迪·艾倫
  - 《北方（英语：El Norte (film)）》 (El Norte) – 格雷戈里·納瓦（英语：Gregory Nava）和安娜·湯瑪斯（英语：Anna Thomas）
  - 《美人鱼》(Splash) – 劇本：布魯斯·傑伊·弗里德曼（英语：Bruce Jay Friedman），羅威・甘茲（英语：Lowell Ganz）和鮑伯羅・曼登（英语：Babaloo Mandel）；故事：布魯斯·傑伊·弗里德曼（英语：Bruce Jay Friedman）和布萊恩·葛瑟

1985年（第58届）

- 《证人》(Witness)– 劇本：威廉·凱利，厄爾·W·華萊士（英语：Earl W. Wallace）；故事：威廉·凱利，厄爾·W·華萊士（英语：Earl W. Wallace）和潘蜜拉·華萊士（英语：Pamela Wallace）
  - 《回到未来》 (Back to the Future) – 鮑伯·葛爾（英语：Bob Gale）和勞勃·辛密克斯
  - 《巴西》 (Brazil) – 泰瑞·吉連，查爾斯·麥肯恩（英语：Charles McKeown）和湯姆·史塔佩
  - 《官方说法》 (The Official Story) – 艾達·博特尼克（英语：Aída Bortnik）和路易斯・普恩佐（英语：Luis Puenzo）
  - 《开罗紫玫瑰》(The Purple Rose of Cairo) – 伍迪·艾倫

1986年（第59届）

- 《汉娜姐妹》(Hannah and Her Sisters)– 伍迪·艾倫
  - 《鳄鱼邓迪》 (Crocodile Dundee) – 劇本：約翰·康奈爾（英语：John Cornell），保羅·霍根和肯·謝迪（英语：Ken Shadie）；故事：保羅·霍根
  - 《豪華洗衣店》 (My Beautiful Laundrette) – 漢尼夫·庫雷什（英语：Hanif Kureishi）
  - 《野战排》 (Platoon) – 奧利佛·史東
  - 《萨尔瓦多》(Salvador) – 理查德·博伊爾和奧利佛·史東

1987年（第60届）

- 《月色撩人》(Moonstruck)– 约翰·帕特里克·尚利
  - 《收播新闻》 (Broadcast News) – 詹姆斯·L·布鲁克斯
  - 《再见，孩子们》 (Au revoir les enfants) – 路易·马卢
  - 《希望与荣耀》 (Hope and Glory) – 約翰·鮑曼
  - 《那個年代》(Radio Days) – 伍迪·艾倫

1988年（第61届）

- 《雨人》(Rain Man)– 劇本：羅那·貝斯（英语：Ronald Bass）和巴里·摩洛（英语：Barry Morrow）；故事：巴里·摩洛（英语：Barry Morrow）
  - 《飛進未來》 (Big) – 蓋瑞·羅斯和安妮·史皮爾伯格（英语：Anne Spielberg）
  - 《百万金臂》 (Bull Durham) – 羅恩·謝爾頓（英语：Ron Shelton）
  - 《笨賊一籮筐》 (A Fish Called Wanda) – 劇本：約翰·克里斯；故事：約翰·克里斯和查爾斯·克瑞奇頓（英语：Charles Crichton）
  - 《不设限通辑（英语：Running on Empty (1988 film)）》(Running on Empty) – 娜歐蜜·芳納·吉倫荷

1989年（第62届）

- 《死亡诗社》(Dead Poets Society)– 湯姆·舒爾曼（英语：Tom Schulman）
  - 《罪与错》 (Crimes and Misdemeanors) – 伍迪·艾伦
  - 《为所应为》 (Do the Right Thing) – 史派克·李
  - 《性、谎言和录像带》 (Sex, Lies, and Videotape) – 史蒂文·索德伯格
  - 《当哈利遇到莎莉》(When Harry Met Sally...) – 诺拉·艾芙伦

## 1990年代
1990年（第63届）

- 《人鬼情未了》(Ghost) – 布鲁斯·乔伊·罗宾
  - 《拾夢情真（英语：Alice (1990 film)）》 (Alice) – 伍迪·艾倫
  - 《流金故事（英语：Avalon (1990 film)）》 (Avalon) – 巴瑞·李文森
  - 《綠卡》 (Green Card) – 彼得·威爾
  - 《小貴族（英语：Metropolitan (1990 film)）》 (Metropolitan) – 惠特·斯蒂尔曼（英语：Whit Stillman）

1991年（第64届）

- 《末路狂花》(Thelma & Louise) – 卡莉·克里（英语：Callie Khouri）
  - 《鄰家少年殺人事件》 (Boyz n the Hood) – 约翰·辛格顿（英语：John Singleton）
  - 《豪情四海》 (Bugsy) – 詹姆斯·托貝克（英语：James Toback）
  - 《奇幻城市》 (The Fisher King) – 李察·拉葛凡尼斯（英语：Richard LaGravenese）
  - 《大峽谷城市之光（英语：Grand Canyon (1991 film)）》(Grand Canyon) – 劳伦斯·卡斯丹（英语：Lawrence Kasdan）和梅格·卡斯丹

1992年（第65届）

- 《亂世浮生》(The Crying Game) – 尼爾·喬丹
  - 《丈夫、太太、情人》(Husbands and Wives) – 伍迪·艾伦
  - 《罗伦佐的油》(Lorenzo's Oil) – 尼克·安賴特（英语：Nick Enright）和乔治·米勒
  - 《激情魚》 (Passion Fish) – 約翰·塞爾斯（英语：John Sayles）
  - 《殺無赦》(Unforgiven) – 大衛·韋布·皮普爾斯（英语：David Peoples）

1993年（第66届）

- 《鋼琴師和她的情人》(The Piano) – 珍·康萍
  - 《冒牌總統》(Dave) – 蓋瑞·羅斯
  - 《火線狙擊》 (In the Line of Fire) – 傑夫·馬奎爾（英语：Jeff Maguire）
  - 《费城》(Philadelphia) – 罗恩·内斯万尼尔（英语：Ron Nyswaner）
  - 《西雅圖夜未眠》(Sleepless in Seattle) – 劇本：諾拉·艾芙倫,大衛·S·瓦德（英语：David S. Ward）和傑夫·阿爾奇；故事：傑夫·阿爾奇

1994年（第67届）

- 《黑色追緝令》(Pulp Fiction) – 劇本：昆汀·塔伦蒂诺；故事：罗杰·艾瓦里（英语：Roger Avary）和昆汀·塔伦蒂诺
  - 《百老匯上空子彈》(Bullets Over Boardway) – 伍迪·艾伦和道格拉斯·麦克格拉斯（英语：Douglas McGrath）
  - 《妳是我今生的新娘》(Four Weddings and a Funeral) – 李察·寇蒂斯
  - 《夢幻天堂》(Heavenly Creatures) – 彼得·傑克森與法蘭·華許
  - 《紅色情深》(Three Colors: Red) – 克日什托夫·基斯洛夫斯基和克日什托夫· 皮斯维兹（英语：Krzysztof Piesiewicz）

1995年（第68届）

- 《刺激驚爆點》(The Usual Suspects) – 克里斯托夫·邁考利
  - 《梅爾吉勃遜之英雄本色》(Braveheart) – 兰道尔·华莱士（英语：Randall Wallace）
  - 《無敵愛美神》(Mighty Aphrodite) – 伍迪·艾伦
  - 《驚世謊言尼克遜》 (Nixon) – 奧利華·史東, 克里斯托弗·威尔金森（英语：Randall Wallace）與斯蒂芬·J·里維萊
  - 《玩具總動員》(Toy Story) – 劇本：喬斯·溫登, 安德鲁·斯坦顿, 喬爾·柯恩（英语：Joel Cohen (writer)）, 亚历克·索科洛（英语：Alec Sokolow）；故事：约翰·雷斯特, 皮特·多克特，喬·拉恩夫特（英语：Joe Ranft）和安德鲁·斯坦顿

1996年（第69届）

- 《冰血暴》(Fargo) – 科恩兄弟
  - 《征服情海》(Jerry Maguire) – 卡梅伦·克罗
  - 《致命警徽》(Lone Star) – 约翰·塞尔斯（英语：John Sayles）
  - 《秘密與謊言》 (Secrets & Lies) – 麥克·李
  - 《鋼琴師》(Shine) – 劇本：強恩·索迪（英语：Jan Sardi）；故事：史考特·希克斯（英语：Scott Hicks）

1997年（第70届）

- 《心靈捕手》(Good Will Hunting) – 马特·戴蒙及賓·艾佛力
  - 《愛在心裡口難開》(As Good as It Gets) – 劇本：马克·安德勒斯（英语：Mark Andrus）與詹姆斯·L·布鲁克斯；故事：马克·安德勒斯（英语：Mark Andrus）
  - 《解構哈利（英语：Deconstructing Harry）》Deconstructing Harry – 活地·亞倫
  - 《光豬六壯士》(The Full Monty) – 西蒙·比尤弗伊（英语：Simon Beaufoy）
  - 《不羈夜》(Boogie Nights) – 保羅·湯瑪斯·安德森

1998年（第71届）

- 《莎翁情史》(Shakespeare in Love) – 马克·诺曼（英语：Marc Norman）與湯姆·斯托帕德
  - 《選舉追緝令》(Bulworth) – 華倫·比提與杰里米·皮克瑟（英语：Jeremy Pikser）；故事：華倫·比提
  - 《美麗人生》(Life Is Beautiful) – 羅貝托·貝尼尼和文森索·希拉米（英语：Vincenzo Cerami）
  - 《搶救雷恩大兵》(Saving Private Ryan) – 羅伯特·羅達特（英语：Robert Rodat）
  - 《楚門的世界》(The Truman Show) – 安德魯·尼可

1999年（第72届）

- 《美國心玫瑰情》(American Beauty) – 艾倫·鮑爾 
  - 《變腦》(Being John Malkovich) – 查理·卡夫曼
  - 《心靈角落》(Magnolia) – 保羅·湯瑪斯·安德森
  - 《靈異第六感》(The Sixth Sense) – 奈特·沙马兰
  - 《酣歌暢戲》(Topsy-Turvy) – 麥克·李

## 2000年代
2000年（第73届）

- 《成名在望》（Almost Famous） – 卡梅伦·克罗
  - 《舞動人生》（Billy Elliot） – 李·賀（英语：Lee Hall (playwright)）
  - 《永不妥協》（Erin Brockovich） – 蘇珊娜·葛蘭特（英语：Susannah Grant）
  - 《神鬼戰士》（Gladiator） – 劇本：大衛·弗蘭佐尼（英语：David Franzoni）,約翰·洛根（英语：John Logan (writer)）與威廉姆·尼尔森（英语：William Nicholson (writer)）；故事：大衛·弗蘭佐尼（英语：David Franzoni）
  - 《我辦事，你放心》（You Can Count on Me） – 肯尼斯·洛勒根

2001年（第74届）

- 《謎霧莊園》（Gosford Park） – 朱利安·费罗斯（英语：Julian Fellowes）
  - 《艾蜜莉的異想世界》（Amélie） – 劇本：尚-皮耶·居內與吉約姆‧羅蘭；對白：吉約姆‧羅蘭
  - 《記憶拼圖》（Memento） – 劇本：克里斯多福·諾蘭；故事：強納森·諾蘭
  - 《擁抱豔陽天》（Monster's Ball） – 米洛·阿迪卡和威爾·羅科斯
  - 《天才一族》（The Royal Tenenbaums） – 魏斯·安德森與歐文·威爾森

2002年 （第75届）

- 《悄悄告訴她》（Talk to Her） – 佩德罗·阿尔莫多瓦尔
  - 《遠離天堂》（Far from Heaven） – 陶德·海恩斯
  - 《纽约黑帮》（Gangs of New York） – 劇本：傑伊·庫克斯（英语：Jay Cocks）, 肯尼斯·洛勒根與史蒂芬柴里安（英语：Steven Zaillian）
  - 《我的希臘婚禮》（My Big Fat Greek Wedding） – 妮雅·瓦達蘿絲
  - 《你他媽的也是》（Y tu mamá también） – 艾方索·柯朗與卡洛斯·柯朗（英语：Carlos Cuarón）

2003年 （第76届）

- 《愛情，不用翻譯》（Lost in Translation） – 索菲亚·科波拉
  - 《老爸的單程車票》（The Barbarian Invasions） – 丹尼斯·阿坎德
  - 《美麗壞東西（英语：Dirty Pretty Things (film)）》（Dirty Pretty Things） – 史蒂芬·奈特
  - 《海底總動員》（Finding Nemo） – 劇本：安德魯·史坦頓, 鲍勃·彼德森、大衛·雷諾茲（英语：David Reynolds (screenwriter)）
  - 《前進天堂（英语：In America (film)）》（In America） – 吉姆·謝里丹, 科斯汀·謝里丹（英语：Kirsten Sheridan）和納歐蜜·謝里丹

2004年 （第77届）

- 《王牌冤家》（Eternal Sunshine of the Spotless Mind） – 劇本：查理·卡夫曼；故事：皮埃尔·比斯姆斯（英语：Pierre Bismuth），米歇·龚德里和查理·卡夫曼
  - 《神鬼玩家》（The Aviator） – 约翰·洛根（英语：John Logan (writer)）
  - 《盧旺達飯店》（Hotel Rwanda） – 泰瑞・喬治（英语：Terry George）、凱爾·皮爾森（英语：Keir Pearson）
  - 《超人特工隊》（The Incredibles） – 布萊德·博德
  - 《天使薇拉卓克》（Vera Drake） – 麥克·李

2005年 （第78届）

- 《衝擊效應》（Crash） – 劇本：保罗·哈吉斯和罗伯特·莫雷斯科（英语：Robert Moresco）；故事：劇本：保罗·哈吉斯
  - 《晚安，祝你好運》（Good Night, and Good Luck.） – 喬治·克隆尼與葛蘭·海斯洛夫
  - 《迷失決勝分》（Match Point） – 伍迪·艾倫
  - 《親情難捨》（The Squid and the Whale） – 諾亞·波拜克
  - 《諜對諜》（Syriana） – 史蒂芬·加漢

2006年 （第79届）

- 《小太陽的願望》（Little Miss Sunshine） – 迈克尔·阿恩特
  - 《火線交錯》（Babel） – 吉勒莫·亞瑞格
  - 《來自硫磺島的信》（Letters from Iwo Jima） – 劇本：山下·艾莉絲（英语：Iris Yamashita）；故事：保羅·哈吉斯與山下·艾莉絲（英语：Iris Yamashita）
  - 《羊男的迷宮》（Pan's Labyrinth） – 吉勒摩·戴托羅
  - 《黛妃與女皇》（The Queen） – 彼得·摩根

2007年 （第80届）

- 《鴻孕當頭》（Juno） – 迪亚布罗·科蒂
  - 《充氣娃娃之戀》（Lars and the Real Girl） – 南茜·奧立佛（英语：Nancy Oliver）
  - 《敵對同謀》（Michael Clayton） – 東尼·吉洛伊
  - 《料理鼠王》（Ratatouille） – 劇本：布萊德·博德；故事：布萊德·博德、吉姆·卡波比科和強恩·皮克瓦（英语：Jan Pinkava）
  - 《親情觸我心》（The Savages） – 塔瑪拉・詹金斯（英语：Tamara Jenkins）

2008年（第81届）

- 《自由大道》（Milk） – 达斯汀·兰斯·布莱克
  - 《冰原之心》（Frozen River） – 考特尼·亨特
  - 《無憂無慮》（Happy-Go-Lucky） – 麥克·李
  - 《殺手沒有假期》（In Bruges） – 馬丁·麥多納
  - 《瓦力》（WALL-E） – 劇本：安德魯·史坦頓, 吉姆·里爾頓（英语：Jim Reardon）與皮特·多克特；故事：安德魯·史坦頓

2009年（第82届）

- 《危機倒數》（The Hurt Locker） – 马克·鲍尔
  - 《惡棍特工》（Inglourious Basterds） – 昆汀·塔伦蒂诺
  - 《天堂信差（英语：The Messenger (2009 film)）》（The Messenger） – 亞歷山卓·卡蒙（英语：Alessandro Camon）和歐林·穆佛曼（英语：Oren Moverman）
  - 《正經好人》（A Serious Man） – 科恩兄弟
  - 《天外奇蹟》（Up） – 劇本：鲍勃·彼德森、皮特·多克特與湯姆·麥卡錫；故事：鲍勃·彼德森、皮特·多克特

## 2010年代
2010年（第83届）

- 《国王的演讲》（The King's Speech） - 大衛·塞德勒（英语：David Seidler）
  - 《又一年（英语：Another Year (film)）》（Another Year） – 麥克·李
  - 《燃燒鬥魂》（The Fighter） – 劇本：愛瑞克·強森，斯考特·斯利弗（英语：Scott Silver）和保羅·湯瑪西；故事：凱思·多林頓，愛瑞克·強森和保羅·湯瑪西
  - 《全面啟動》（Inception） – 克里斯多福·諾蘭
  - 《非單親關係》（The Kids Are All Right） –  莉莎·蔻洛丹柯（英语：Lisa Cholodenko）和斯圖爾特·布朗伯格（英语：Stuart Blumberg）

2011年（第84届）

- 《午夜巴黎》(Midnight in Paris)－伍迪·艾伦
  - 《大藝術家》(The Artist)－迈克尔·哈扎纳维希乌斯
  - 《伴娘我最大》(Bridesmaids) －克莉絲汀·薇格與安妮·瑪莫羅（英语：Annie Mumolo）
  - 《孖展風雲》(Margin Call) －J·C·陈多尔
  - 《分居風暴》(A Separation) －阿斯哈·法哈蒂

2012年（第85届）

- 《被解放的姜戈》(Django Unchained) －昆汀·塔伦蒂诺
  - 《愛·慕》(Amour)－迈克尔·哈内克
  - 《機密真相》(Flight)－約翰·蓋汀斯（英语：John Gatins）
  - 《月升王国》(Moonrise Kingdom)－魏斯·安德森及罗曼·科波拉（英语：Roman Coppola）
  - 《00:30凌晨密令》(Zero Dark Thirty)－马克·鲍尔

2013年（第86届）

- 《雲端情人》（Her）－斯派克·瓊斯
  - 《瞞天大佈局》（American Hustle）－艾瑞克・華倫・辛格（英语：Eric Warren Singer）和大卫·欧·拉塞尔
  - 《藍色茉莉》（Blue Jasmine）－伍迪·艾伦
  - 《达拉斯买家俱乐部》（Dallas Buyers Club）－克雷格・波頓（英语：Craig Borten）和梅麗莎・沃雷克（英语：Melisa Wallack）
  - 《內布拉斯加》（Nebraska）－鮑勃·尼爾森（英语：Bob Nelson (screenwriter)）

2014年（第87屆）

- 《鳥人》（Birdman）－阿利安卓·崗札雷·伊納利圖，尼可拉斯・賈柯柏尼（英语：Nicolás Giacobone），亞歷山大・丁尼拉瑞斯（英语：Alexander Dinelaris, Jr.）及阿曼多·博（英语：Armando Bó (screenwriter)）
  - 《年少時代》（Boyhood）－理查德·林克莱特
  - 《暗黑冠軍路》（Foxcatcher）－E·麥克斯·弗賴伊（英语：E. Max Frye）及丹·福特曼
  - 《歡迎來到布達佩斯大飯店》（The Grand Budapest Hotel）－劇本：魏斯·安德森；故事：魏斯·安德森及雨果・堅尼斯（英语：Hugo Guinness）
  - 《獨家腥聞》（Nightcrawler）－丹·吉尔罗伊

2015年（第88屆）

- 《驚爆焦點》（Spotlight）－喬許·辛格，湯姆·麥卡錫
  - 《間諜橋》（Bridge of Spies）－馬特·查爾曼（英语：Matt Charman），伊森·柯恩，喬爾·柯恩
  - 《人造意識》（Ex Machina）－亞力克斯·嘉蘭
  - 《腦筋急轉彎》（Inside Out）－劇本：喬許·庫利（英语：Josh Cooley），彼特·達克特，梅格·蕾法芙；故事：羅尼·德爾卡門（英语：Ronnie del Carmen）和彼特·達克特
  - 《衝出康普頓》（Straight Outta Compton）－劇本：安德蕾雅·柏拉夫（英语：Andrea Berloff），強納森·赫曼（英语：Jonathan Herman）；故事：安德蕾雅·柏拉夫（英语：Andrea Berloff），S·雷·利萨维治（英语：S. Leigh Savidge），艾倫·溫庫（英语：Alan Wenkus）

2016年（第89屆）

- 《海邊的曼徹斯特》（Manchester by the Sea） ——肯尼斯·洛勒根
  - 《赴湯蹈火》（Hell or High Water）——泰勒·謝里丹
  - 《樂來越愛你》（La La Land）——達米恩·查澤雷
  - 《單身動物園》（The Lobster）——尤格·藍西莫和艾菲梅斯·菲羅普（英语：Efthymis Filippou）
  - 《二十世紀的她們》（20th Century Women）——麥克·米爾斯（英语：Mike Mills (director)）

2017年（第90屆）

- 《逃出絕命鎮》（Get Out）——喬登·皮爾
  - 《愛情昏迷中》（The Big Sick）——艾蜜莉·V·戈登（英语：Emily V. Gordon）和庫梅爾·南賈尼
  - 《淑女鳥》（Ladybird）——葛莉塔·潔薇
  - 《水底情深》（The Shape of Water）——劇本：吉勒摩·戴托羅和瓦內莎·泰勒；故事：吉勒摩·戴托羅
  - 《三块广告牌》（Three Billboards Outside Ebbing, Missouri）——馬丁·麥多納

2018年（第91屆）

- 《幸福綠皮書》（Green Book）——尼克·瓦倫加（英语：Nick Vallelonga）、布萊恩·庫里和彼得·法拉利
  - 《真寵》（The Favourite）——黛博拉·戴維斯和托尼·麥克納馬拉（英语：Tony McNamara）
  - 《牧師的最後誘惑》（First Reformed）——保羅·許瑞德
  - 《羅馬》（Roma）——艾方索·柯朗
  - 《為副不仁》（Vice）——亞當·麥凱

2019年（第92屆）

- 《寄生上流》（기생충）——奉俊昊、韩进元
  - 《鋒迴路轉》（Knives Out）——雷恩·強生
  - 《婚姻故事》（Marriage Story）——諾亞·波拜克
  - 《從前，有個好萊塢》（Once Upon a Time in... Hollywood）——昆汀·塔倫提諾
  - 《1917》（1917）——山姆·曼德斯、克里斯蒂·威爾遜·凱恩斯（英语：Krysty Wilson-Cairns）

## 2020年代
2020/2021年（第93届）

- 《前程似锦的女孩》（Promising Young Woman）—— 埃默拉尔德·芬内尔
  - 《猶大與黑色彌賽亞》（Judas and the Black Messiah）—— 威爾·柏森（Will Berson）、沙卡·金恩（英语：Shaka King）
  - 《夢想之地》（Minari）——鄭李爍
  - 《金属之声》（Sound of Metal）—— 劇本：達瑞斯·馬德爾（英语：Darius Marder）、亞伯拉罕·馬德（Abraham Marder）
  - 《芝加哥七人案：驚世審判》（The Trial of the Chicago 7）—— 艾倫·索金

2021年（第94届）

- 《贝尔法斯特》（Belfast） —— 簡尼夫·班納
  - 《千萬別抬頭》 （Don't Look Up） 剧本：亞當·麥凱；故事：亞當·麥凱和戴维·西罗塔（英语：David Sirota）
  - 《王者理查》（King Richard） —— 扎克·貝林（Zach Baylin）
  - 《甘草比萨》 （Licorice Pizza）—— 保羅·湯瑪斯·安德森
  - 《世界上最糟糕的人》 （The Worst Person in the World） —— 埃斯基尔·沃格特（英语：Eskil Vogt）和尤沃金·提爾

2022年（第95届）

- 《媽的多重宇宙》（Everything Everywhere All at Once） —— 關家永、丹尼爾·施奈特
  - 《伊尼舍林的女妖》（The Banshees of Inisherin） —— 馬丁·麥多納
  - 《法貝爾曼》（The Fabelmans） —— 東尼·庫許納、斯蒂芬·斯皮尔伯格
  - 《TÁR塔爾》（Tár） —— 陶德·菲爾德
  - 《悲情三角》（Triangle of Sadness） —— 鲁本·奥斯特伦德

2023年（第96届）

- 《坠落的审判》（Anatomy of a Fall）—— 潔絲汀·楚特和亚瑟·哈拉里（英语：Arthur Harari）
  - 《滯留生》 （The Holdovers）—— 大衛·海明森（英语：David Hemingson）
  - 《音乐大师》（Maestro）—— 布萊德利·庫柏和喬許·辛格
  - 《五月的你，十二月的她》 （May December）—— 剧本：萨米·伯奇（英语：Samy Burch）；故事：山米·伯奇（Samy Burch）和亞歷克斯·梅查尼克（Alex Mechanik）
  - 《之前的我們》（Past Lives）—— 席琳·宋

2024年（第97届）

- 《阿诺拉》（Anora） —— 西恩·貝克
  - 《粗野派》（The Brutalist） —— 布拉迪·科貝特、莫娜·法斯特沃尔德（英语：Mona Fastvold）
  - 《真正的痛苦》（Real Pain） —— 傑西·艾森柏格
  - 《九月五日》（September 5） —— 莫里茨·宾德（英语：Moritz Binder）、蒂姆·费尔鲍姆（英语：Tim Fehlbaum）、亚历克斯·大卫（Alex David）
  - 《懼裂》（The Substance） —— 歌拉莉·花潔

## 多次获奖及入围者
| 获奖次数 | 编剧            |
| -------- | --------------- |
| 3        | 伍迪·艾倫       |
| 2        | 帕迪·查耶夫斯基 |
| 2        | 比利·懷德       |
| 2        | 查爾斯·布拉克特 |
| 2        | 昆汀·塔伦蒂诺   |

| 提名次数 | 编剧               |
| -------- | ------------------ |
| 16       | 伍迪·艾倫          |
| 6        | 费德里柯·费里尼    |
| 5        | 英格玛·伯格曼      |
| 5        | 麥克·李            |
| 4        | 彼特·達克特        |
| 4        | 梅爾文·弗蘭克      |
| 4        | 圖里奧·皮內利      |
| 4        | 史丹利·夏皮羅      |
| 4        | 比利·懷德          |
| 4        | 昆汀·塔伦蒂诺      |
| 3        | 塞爾吉奧·阿米迪    |
| 3        | 魏斯·安德森        |
| 3        | 沃伦·比蒂          |
| 3        | 罗伯特·本顿        |
| 3        | 帕迪·查耶夫斯基    |
| 3        | 伊森·柯恩          |
| 3        | 喬爾·柯恩          |
| 3        | 諾拉·艾芙倫        |
| 3        | 恩尼奧·費拉亞諾    |
| 3        | 露芙·高頓          |
| 3        | 托尼诺·圭拉        |
| 3        | 加森·卡寧          |
| 3        | 巴瑞·李文森        |
| 3        | 肯尼斯·洛勒根      |
| 3        | 保羅·莫索斯基      |
| 3        | 諾曼·帕拉馬        |
| 3        | 傑克·羅斯          |
| 3        | 威廉·羅斯          |
| 3        | 安德魯·史坦頓      |
| 3        | 奧利華·史東        |
| 3        | 普雷斯頓·斯特奇斯  |
| 3        | 馬丁·麥多納        |
| 3        | 保羅·湯瑪斯·安德森 |

## 年齡記錄
| 紀錄       | 姓名        | 影片                 | 當時年齡 | 參見  |
| ---------- | ----------- | -------------------- | -------- | ----- |
| 最年長獲獎 | 伍迪·艾倫   | 《午夜巴黎》         | 76       | [ 4 ] |
| 最年長入圍 | 伍迪·艾倫   | 《藍色茉莉》         | 78       | [ 4 ] |
| 最年輕獲獎 | 班·艾佛列克 | 《心靈捕手》         | 25       | [ 5 ] |
| 最年輕入圍 | 约翰·辛格顿 | 《鄰家少年殺人事件》 | 24       | [ 6 ] |